# Стеф Къри
Уордъл Стефън (Стеф) Къри (на английски: Wardell Stephen „Steph“ Curry II, английско произношение: /ˈstɛfən 'kʌri/,), е американски баскетболист, играещ за Голдън Стейт Уориърс.
През 2015 и 2016 г. получава наградата на НБА за най-полезен играч – MVP. През 2015 година печели и титлата в НБА, след като неговият отбор побеждава на финала Кливланд Кавалиърс с 4 – 2. След 6 години отново печели финала в НБА със екипа на Уориърс. Те побеждават Бостън Селтикс с 4 – 2 победи и и той е MVP.
Попадал е седем пъти в звездния отбор на асоциацията. Син е на бившия баскетболист от НБА Дел Къри.
Преди да започне кариерата си в НБА, играе колежански баскетбол в Дейвидсън, Северна Каролина. През 2009 г. е изтеглен в драфта на НБА от Голдън Стейт Уориърс.
Къри има 2 златни медала с националния отбор по баскетбол на САЩ от световни купи по баскетбол – през 2010 и 2014 г.

## Ранни години
Къри е роден в Акрън, Охайо, но израства в Шарлът, Северна Каролина, където баща му Дел играе за местния отбор „Шарлът Хорнетс“. Бащата на Стеф често го води с брат му Сет на мачовете, като понякога момчетата имат шанса да пострелят заедно с отбора по време на загрявките. Като дете посещава училището в Монтесури, но през 2001 г. семейството се премества в Канада, защото Дел Къри подписва с местния „Торонто Раптърс“.
Докато живее в Торонто, 13-годишният Стеф посещава Куинсуей колидж, като играе в баскетболния отбор, стигнал до сезон без загуба.
След като през 2002 г. Дел Къри приключва своята спортна кариера, семейството се установява обратно в Шарлът, а Стеф се включва в състава на Християнската шарлотска гимназия, стигнал до 3 участия в щатските плейофи.
Въпреки невероятните си умения в стрелбата и блестящата техника, Стеф Къри не е сред желаните играчи в колежанското първенство заради ниския си ръст. Получава само 3 оферти и накрая избира състава на Дейвидсън колидж, който нямал спечелен мач от 1969 г.

## В колежанското първенство
Преди Къри да е изиграе мач, треньорът Боб Маккилъп казва: „Почакайте да видите Стеф Къри, той наистина е нещо специално.“, и думите му се оказват истина, защото още във втория си мач Стеф отбелязва 32 точки. Къри приключва сезона като топ реализатор на Южната конференция, бележейки 21,5 точки средно на мач.
По време на полуфинална среща срещу отбора на Фърман той отбелязва своята 113-а тройка, подобрявайки рекорда на Кейдрън Кларк. През същия сезон разбива и рекорда за най-много точки в сезон, отбелязвайки 502.
През втората си година в колежа успява да достигне до оптималния си ръст от 1,93 м и отново става топ реализатор, подобрявайки постижението си от предишната година, бележейки по 25,5 средно на мач. През този сезон Къри отново подобрява рекорда за най-много тройки, отбелязвайки 158.
По време на своята последна година в колежа Къри почти изцяло носи отбора на раменете си, бележейки поне по 25 точки средно. През този сезон постига и личен рекорд от 44 точки срещу „Оклахома“. През януари 2009 г. Къри отбелязва своята точка № 2000 в колежанското първенство. През този сезон Стеф се превръща в топ реализатор на всички времена за Дейвидсън колидж и отново печели титлата в Южната конференция.

## Кариера в НБА

### Голдън Стейт Уориърс (от 2009 г.)

#### Първи години (2009 – 2011)
Къри е седми избор по време на драфта през 2009 и подписва четири-годишен договор на стойност $12.7 милиона. В първия си мач в НБА Къри отбелязва 14 точки, а на края на сезона завършва средно с по 17,5 точки на мач, като по този начин се превръща във втория най-успешен млад играч в лигата.
През втория си сезон Къри отново е на ниво и дори успява да спечели състезанието за умения по време на звездния уикенд. Завършва сезона със средно 18,6 точки на мач и постига най-високият процент на успеваемост от тройката, успявайки в 93,4% от случаите.

#### Година изпълнена с контузии (2011 – 2012)
През май 2011, Къри претърпява операция на дясното коляно заради скъсване на сухожилия, причината за които са множество тежки навяхвания от предишния сезон. Коляното му се възстановява и Къри е готов да вземе участие в мачовете от сезон 2011 – 2012, но по време на мач от предсезонната подготовка получава нова контузия. През април претърпява нова операция и така успява да вземе участие само в 26 мача през сезона. Въпреки проблемите с чести контузии и нередовната игра, записва по 14,7 средно на мач.

#### Път към върха (2012 – 2014)
В началото на сезон 2012 – 2013, Къри сключва нов четиригодишен договор с отбора на Голдън Стейт, този път за сумата от $44 милиона. По това време много специалисти се изказват негативно за този договор заради лошото здравословно състояние на Къри в последния сезон. Въпреки това Къри се сработва идеално със своя съотборник Клей Томпсън и двамата сформират една от най-силните нападателни двойки в лигата. През този сезон Къри отбелязва рекорд в кариерата си, отбелязвайки удивителните 54 точки срещу Ню Йорк Никс, вкарвайки цели 11 тройки и оставайки само на една от рекорда в НБА. През този сезон той подобрява рекорда за най-много тройки в една година, вкарвайки 272. Завършва сезона с 22,9 средно на мач, а Голдън Стейт взимат участие в плейофите, където Къри отново успява да блесне, вкарвайки 44 точки срещу отбора на Сан Антонио Спърс.
През сезон 2013 – 2014 Къри се превръща в топ реализатор от тройката за всички времена на Голдън Стейт и прави първото си участие в мача на звездите. Стеф приключва сезона с 24 точки средно на мач, а Голдън Стейт завършват шести и започват участието си в плейофите със серия срещу Лос Анджелис Клипърс.

#### 3 поредни финала и 2 MVP награди
2014 – 2015
Преди старта на сезон 2014 – 2015, Уориърс назначават бившия играч от НБА Стив Кър за старши треньор на отбора. Той осъществява много промени, като по-бързо темпо на игра и промяна в схемата на отбора, а също така дава на Стеф повече свобода за стрелба. Всички тези фактори превръщат тима на Уориърс в един от основните претенденти за титлата. На 7 януари, Къри се превръща в играча, най-бързо достигнал 1000 тройки в историята на НБА. На 4 февруари достига своя топ резултат за сезона, отбелязвайки 51 точки срещу Далас Маверикс. Събира най-много гласове за мача на звездите и печели състезанието за тройки. На 9 април подобрява собствения си рекорд за най-много тройки в един сезон, като реализира общо 276. Къри завършва сезона със средно 23,8 точки и 7,7 асистенции на мач, и заедно с отбора на Голдън Стейт започва участието си в плейофите.
В първия кръг срещат отбора на Ню Орлианс Пеликанс и ги надиграват с категоричните 4 – 0 победи. Следва серия срещу Мемфис Гризлис и въпреки че среща известни затруднения, Голдън Стейт печели с 4 – 2 и така се класира за финала на Западната Конференция. До финала на конференцията достига също така и отборът на Хюстън Рокетс и въпреки че разполага с едни от най-големите звезди на асоциацията, Хюстън е разгромен и губи серията с 4 – 1. Така Уориърс за пръв път от 1975 имат шанса да се борят за титлата в НБА.
След 40 години чакане Голдън Стейт Уориърс най-после са участници във финалната серия. Нейният старт е даден в Оракъл Арина на 4 юни, а Уориърс измъкват победата и повеждат с 1 – 0. В първата игра Къри остава засенчен от Леброн Джеймс, който реализира цели 44 точки за отбора на Кливланд, които обаче се оказват недостатъчни за успех. Втората игра минава изключително напрегнато, като двата отбора изиграват четирите части без да излъчат победител. В продължението обаче перфектно смазаната машина на Кавалиърс заработва и те успяват да измъкнат победата само с две точки разлика, а Леброн Джеймс реализира 39 точки.
Третата игра минава почти изцяло под ръководството на домакините от Охайо, с изключение на финалната част, където Голдън Стейт се опитва да окаже натиск, но времето се оказва недостатъчно. Леброн Джеймс отново е във вихъра си и за втори път достига границата от 40 точки, а Кавалиърс повеждат с 2 – 1 в серията.
На 11 юни обаче всичко се променя след само един слаб мач на Джеймс. Къри и Игуодала успяват да осигурят комфортна победа за Уориърс с 21 точки разлика, а серията е изравнена. Ключов обрат в серията е направената преди този мач тактическа промяна от треньора Стийв Кър. Той вади от стартовата петица центъра Андрю Богът и пуска крилото Андре Игуодала. Ниската петица на „Войните“ се оказва непреодолимо препятствие за Кавалерите.
Уориърс се завръщат у дома в Оракъл Арена, а Къри прави най-силния си мач във финалната серия, реализирайки 37 точки, от които 7 тройки. Голдън Стейт повежда с 3 – 2 победи и се доближава само на една от титлата.
На 16 юни Голдън Стейт Уориърс са официално коронясани като новите крале на НБА, надигравайки Кливланд със 105 – 97 и 4 – 2 във финалната серия, грабвайки първия си трофей от четири десетилетия.
Силният сезон на Стеф Къри е ознаменуван със спечелената от него награда MVP на редовния сезон.
2015 – 2016
През следващия сезон Голдън Стейт поставят редица рекорди за победни серии, но най-важният е постигнатият баланс 73 – 9, надминавайки постижението на великите Чикаго Булс на Майкъл Джордан от сезон 1995/ 1996. Къри прави редица невероятни неща през сезона, но най-запомняща си остава тройката почти от центъра на игрището 0.6 секунди преди сирената за край на продължението, която носи победа на Уориърс като гости на Оклахома Сити Тъндър в най-добрия мач от редовния сезон. С тази тройка Стеф изравнява рекорда за най-много тройки в един мач – 12.
Къри е избран за 3-ти пореден път в Мача на Звездите, като е на второ място от всички играчи по получени гласове от феновете (след Коби Брайънт).
Стеф Къри вкарва 402 тройки през редовния сезон, помитайки собствения си рекорд от 286. Също така продължава серията си за реализирани тройки в поредни мачове и тя е 151 (отново нов рекорд).
Плейофите не започват добре за Къри, той получава 2 контузии в серията срещу Хюстън Рокетс и отсъства известно време. Завръща се в мач 4 срещу Портланд Трейл Блейзърс и вкарва 40 точки (включително 17 рекордни в продължението) и носи победата за своя отбор. Следва обрат във финала на Западната конференция срещу Оклахома Сити Тъндър от 1:3 и Уориърс за втора поредна година отиват на финал срещу Кливлънд Кевълиърс на ЛеБрон Джеймс. Там се случва обратното на финала на запад и Уориърс изпускат наглед сигурна титла, пропилявайки аванс от 3:1 победи. Къри се представя неубедително в серията като според някои това се дължи на неотшумелите му контузии. Все пак той подобрява рекорда на Дени Грийн от 27 тройки във финална серия.
Стеф Къри печели за втори пореден път MVP на редовния сезон, като го прави „безспорно“ – всеки един от гласувалите е посочил във вота си Къри на първо място. Това се случва за първи път в историята.
2016 – 2017
Във втория мач от сезона срещу Пеликанс Къри вкарва 4 тройки и става играча, достигнал най-бързо 1600 тройки в кариерата си. На 4 ноември Къри прави 0/10 от тройката при загубата срещу Лейкърс и така рекордната му серията от последователни мачове с вкарани тройки спира на 157 мача. 3 дни по-късно Къри реализира 13 тройки срещу Пеликанс, поставяйки рекорд за най-много тройки в мач от NBA през редовния сезон. Къри има някои спадове през сезона, като според някои това се дължи на привличането на Кевин Дюрант, като той има влияние върху играта на Уориърс равняващо се на това на Къри. Стеф обаче успява да подобри представянето си в течение на сезона, като това важи и за целия отбор.
За пореден сезон Къри е избран да започне като титуляр в Мача на звездите.
През редовния сезон Къри реализира 324 тройки, като става първия играч в историята, който е вкарал поне 200 тройки в 5 последователни сезона. Освен това Къри влиза в топ 10 на вечната ранглиста за най-много вкарани тройки, изпреварвайки Чоунси Билъпс. Процентът успешна стрелба за 3 точки на Стеф е по-добър от този на всички останали играчи в ранглистата.
Голдън Стейт Уориърс завършват редовния сезон с баланс 67 – 15 и за трети пореден сезон имат най-добър баланс в лигата.
Плейофите са като детска игра за „Уориърс“ – те „помитат“ Портланд Трейл Блейзърс, Юта Джаз и Сан Антонио Спърс с по 4:0. Следва трети пореден финал с Кливланд Кавалиърс на ЛеБрон Джеймс. Твърдо решен да се реваншира за неубедителното си представяне във финалите срещу Кавс предната година, Къри изнася много силни мачове, като прави и трипъл-дабъл в мач 2. Голдън Стейт Уориърс печелят серията с 4:1 победи, като преди това поставят рекорд за най-много последователни победи в плейофи не само на NBA, но и във всяка от големите 4 лиги на САЩ – NBA, NHL, MLB, NFL – 15 поредни победи. Спечелената титла е пета в историята на Уориърс и втора за Стеф Къри.

### Стил на игра
Много баскетболни анализатори, коментатори и бивши играчи определят Къри като най-добрия стрелец на всички времена. Втори е в класацията за процент на точна стрелба от тройката и държи първите 3 от 5 места за най-много тройки, реализирани в една година. Превъзходството на Стеф над всички останали при стрелбата за 3 точки идва главно от невероятната му способност да стреля в движение, което го прави на практика неуловим за защитниците, тъй като изпраща топката към коша само 0,4 секунди след получаването ѝ.
Едно от най-забележителните му качества е умението да стреля на няколко крачки зад линията за три точки. Къри има и множество реализирани стрелби със сирената зад централната линия. Лекотата, с която Къри и съотборникът му Клей Томпсън реализират тройка след тройка, води до дискусия в баскетболните среди през 2015 – 2016 дали линията за три точки не трябва да бъде дръпната по-назад.

### Личен живот
На 30 юли 2011 г. Къри се жени за своята приятелка от гимназията Аиша Александър, а двойката вече има две дъщери и един син. Първа се ражда Райли през 2012, а впоследствие през 2015 се появява Раян, а през 2018 и Кенън. Райли често се появява заедно със Стеф на пресконференции след мачовете на Уориърс.
Къри е вярващ и говори за вярата си по време на своята реч при обявяването си за най-ценен играч. „Хората трябва да знаят кой съм аз, кого представлявам и защо съм тук сега, а именно заради моят Бог и Спасител.“ Също така на един от чифтовете, с които Стеф играе, е изобразено 4:13, което представлява откровение от библията гласящо: „С него мога да премина през всичко, с този, който ми дава сила.“
Брат му Сет също е професионален баскетболист, а по-малката му сестра Сайдел играе волейбол за Елън Юнивърсити.

### Договори
Къри има договор с Уориърс за 4 години за обща сума от 140 млн. долара и такъв с Ъндър Армор за 12 години за общо малко под 300 млн. долара.